# Peregrino Anselmo
Juan Peregrino Anselmo (né le 30 avril 1902 ; mort le 27 octobre 1975) était un footballeur uruguayen.

## Biographie
Il jouait attaquant au Peñarol et dans la grande équipe d'Uruguay avec laquelle il a remporté la médaille d'or aux jeux Olympiques de 1928 et surtout la première coupe du monde en 1930. Lors de la compétition, organisée par l'Uruguay, Anselmo inscrit 3 buts, dont un en demi-finale contre la Yougoslavie.
Après la fin de sa carrière, Anselmo devient entraîneur du Club Atlético Peñarol.